# Crow Island School
La Crow Island School est une école élémentaire située à Winnetka, dans l'Illinois.

## Architecture
La conception du bâtiment est le fruit d'une collaboration entre Perkins, Wheeler and Will, Eero Saarinen et Eliel Saarinen. Eero Saarinen a également conçu le mobilier de l'école en contreplaqué. Loja Saarinen, la femme d'Eliel Saarinen, prend en charge les textiles pendant que les carreaux décoratifs sont réalisés par Lillian Swan. 
Commandé en 1938 et ouvert en 1940, le monument est généralement considéré comme le premier bâtiment scolaire de style moderne en Amérique du Nord. 
L'école est composée de quatre ailes de classes, regroupées autour d'un noyau central de salles communes comprenant la bibliothèque, l'auditorium et le gymnase.
Le bâtiment est déclaré National Historic Landmark en 1990 et est inscrit au Registre national des lieux historiques depuis septembre 1989.
La Crow Island School a reçu le Twenty-five Year Award en 1971.